# Singapurský přístav
Singapurský přístav je soubor řady terminálů, překladišť a další technické infrastruktury nutných pro provoz jednoho z největších a nejrušnějších námořních přístavů. Vzhledem ke své strategické poloze je Singapur významným obchodním místem po dobu nejméně dvou století. Přístav nepředstavuje pro městský stát pouze ekonomický benefit, ale ekonomickou nutnost, protože Singapuru chybí půda a přírodní zdroje. Přístav je kritický v rámci singapurské ekonomiky pro dovoz přírodních zdrojů a pozdější reexport produktů poté, co byly na domácím trhu zušlechtěny a nějakým způsobem tvarovány za účelem vytváření produktů s vyšší přidanou hodnotou.
V roce 2022 prošlo přístavem 37,5 milionů kontejnerů TEU, což z něj dělá druhý největší přístav kontejnerové dopravy na světě.

## Popis
Rozlehlý komplex přístavních zařízení a související skladovací a průmyslový areál se rozprostírá v délce asi 30 kilometrů na jihozápadním pobřeží hlavního ostrova a na některých vedlejších ostrovech jižněji v Singapurském průlivu. Přístav sestává z několika lokalit s různým druhem využití: kusový náklad, volně ložené zboží a ryby, ropa a petrochemické produkty, kontejnerová a osobní doprava mají každý své vlastní přístavy. Singapur má dva hlavní provozovatele komerčních přístavních terminálů, a to PSA Corporation Limited a Jurong Port. Oba operátoři mohou odbavit všechny typy plavidel. Názvy šesti terminálů jsou: Tanjong Pagar, Keppel, Brani, Pasir Panjang, Sembawang a Jurong.

## Fotogalerie

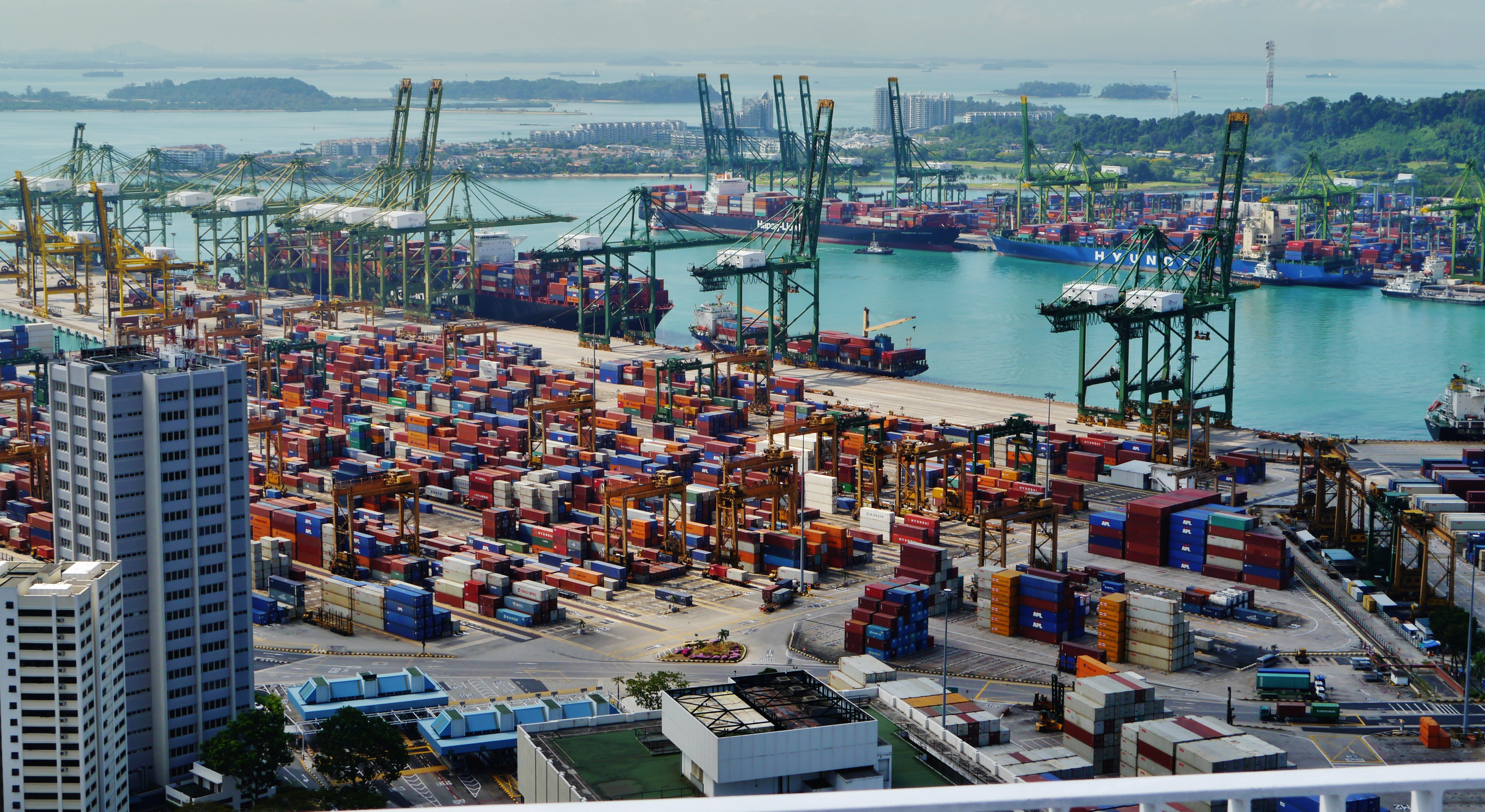
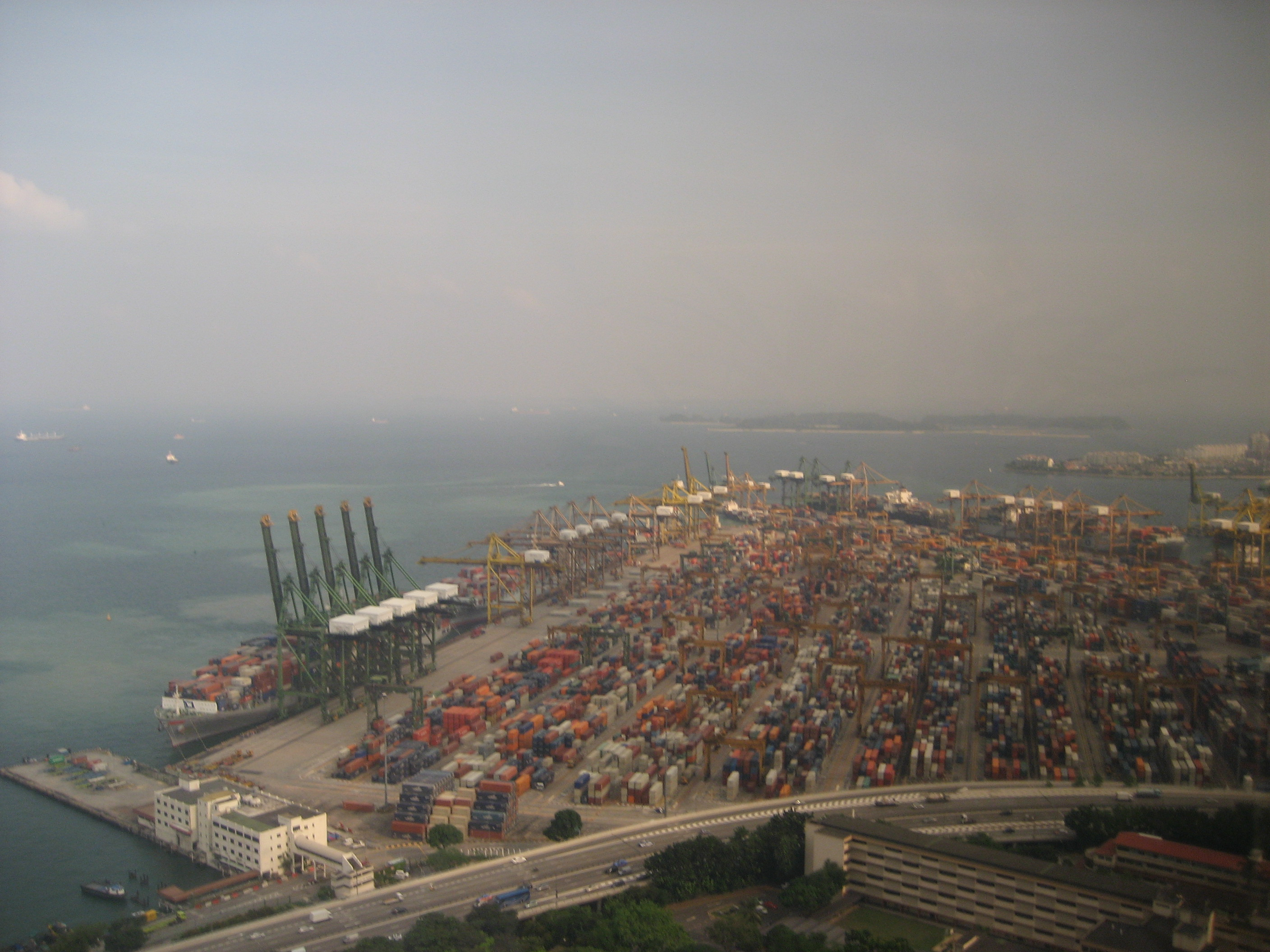
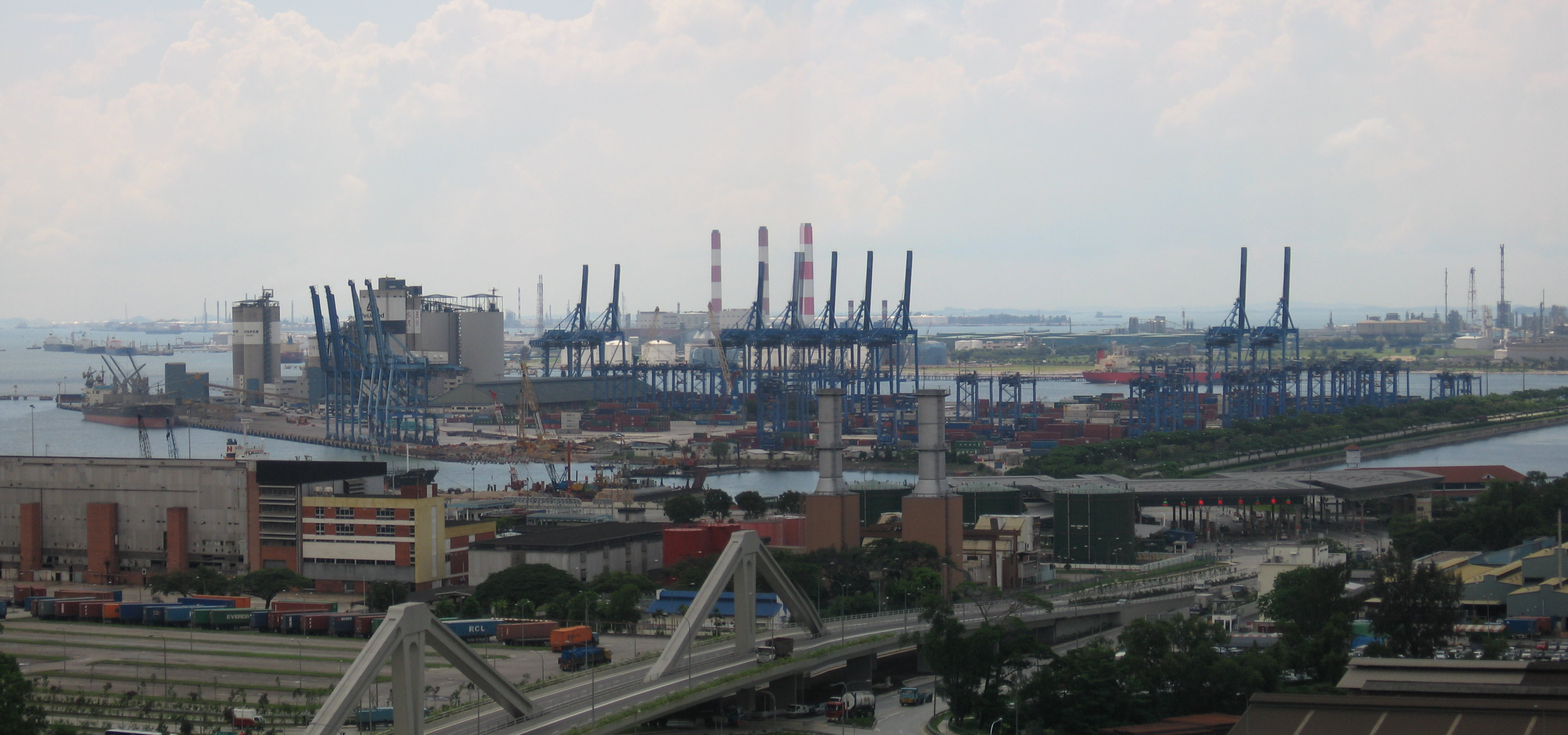